# Spinularia australis
Spinularia australis är en svampdjursart som beskrevs av Claude Lévi 1993. Spinularia australis ingår i släktet Spinularia och familjen Polymastiidae.
Artens utbredningsområde är havet kring Nya Kaledonien. Inga underarter finns listade i Catalogue of Life.